# Hans Neumann (Politiker)
Johannes „Hans“ Neumann (* 2. Februar 1884 in Lübtheen; † 30. Dezember 1930 ebenda) war ein deutscher Arbeiter und Politiker (DDP).

## Leben
Neumann war Pantoffelmacher in Lübtheen. Im Ersten Weltkrieg hatte er vier Jahre Kriegsdienst geleistet.
1919 wurde er für die DDP Abgeordneter im Verfassunggebenden Landtag von Mecklenburg-Schwerin. Im Folgenden war er bis 1926 Mitglied des 1. bis 3. ordentlichen Landtags des Freistaates Mecklenburg-Schwerin.